# Коринн
Коринн (др.-греч. Κόριννος) — по преданию, эпический поэт из Илиона, ещё до Гомера написавший Илиаду и воспевший войну Дардана с пафлагонцами, так что у него Гомер заимствовал сюжет и построение своих произведений.
Коринн называется учеником Паламеда и, по преданию, воспользовался изобретенной последним дорической азбукой.
Данные о Коринне содержатся в лексиконе Суды (κ 2091). Д. О. Торшилов включает «Коринна» в круг позднеантичных текстов о Троянской войне, обычно вымышленного авторства.